# Volvo XC60
Volvo XC60 är en modell i SUV-segmentet från Volvo Personvagnar.  

## Första generationen (2008-2018)
Den första generationen visades som konceptbil på Detroitsalongen i USA våren 2007. Bilen byggde på Y20-plattformen och delade motorer och många andra komponenter med S60 och V60 av samma generation. Den produktionsklara bilen presenterades på Genèves bilsalong i mars 2008. Modellen uppdaterades modellår 2014 och fick helt ny front med bland annat nya strålkastare med varselljus och en ny grill. Nya motoralternativ och växellådor introducerades även.

### Modeller och motorprogram
Bensin
| Modellnamn         | Effekt (hk@rpm) | Vridmoment (Nm@rpm) | Volym (cm³) | Motormodell | Kommentar                                                                                              |
| ------------------ | --------------- | ------------------- | ----------- | ----------- | --- |
| 2.0T (2010- )      | 203@6000        | 300@1750-4000       | 1999        | B4204T6     | Rak fyrcylindrig bensinmotor med turbo och direktinsprutning Framhjulsdrift - automatlåda (Powershift) |
| T5 (2011- )        | 240@5500        | 320@1800-5000       | 1999        | B4204T7     | Rak fyrcylindrig bensinmotor med turbo och direktinsprutning Framhjulsdrift - automatlåda (Powershift) |
| 3.2 (2010- )       | 243@6400        | 320@3200            | 3192        | B6324S5     | Rak sexcylindrig bensinmotor (Saluförs ej i Sverige)                                                   |
| 3.2 AWD (2010- )   | 243@6400        | 320@3200            | 3192        | B6324S5     | Rak sexcylindrig bensinmotor (Saluförs ej i Sverige)                                                   |
| T6 AWD (2010- )    | 304@5600        | 440@2100-4200       | 2953        | B6304T4     | Rak sexcylindrig bensinmotor med lättrycksturbo                                                        |
|                    |                 |                     |             |             | |
| 3.2 (2009-2010)    | 238@6200        | 320@3200            | 3192        | B6324S      | Rak sexcylindrig bensinmotor (Erbjuds i USA endast som FWD)                                            |
| 3.2 AWD (2009-2010 | 238@6200        | 320@3200            | 3192        | B6324S      | Rak sexcylindrig bensinmotor (Såldes i stora delar av Europa)                                          |
| T6 AWD (2008-2010) | 285@5600        | 400@1500-4800       | 2953        | B6304T2     | Rak sexcylindrig bensinmotor med lättrycksturbo (Såldes bara initialt i Sverige)                       |

Diesel
| Modellnamn             | Effekt (hk@rpm) | Vridmoment (Nm@rpm)                         | Volym (cm³) | Motormodell                       | Kommentar |
| ---------------------- | --------------- | ------------------------------------------- | ----------- | --------------------------------- | --- |
| D3 DRIVe (2010- )      | 163@2900        | 400@1400-2850                               | 1984        | D5204T2                           | Rak femcylindrig dieselmotor med turbo (Euro 5) Framhjulsdrift - manuell                                                            |
| D3 (2010- )            | 163@2900        | 400@1400-2850                               | 1984        | D5204T2                           | Rak femcylindrig dieselmotor med turbo (Euro 5) Framhjulsdrift - automat                                                            |
| D3/D4 AWD (2010-2012)  | 163@4000        | 420@1500-2500                               | 2400        | D5244T17                          | Rak femcylindrig dieselmotor med tvåstegsturbo (Euro 5) Fyrhjulsdrift - manuell/automat Modellår 2013 bytte motorn namn till D4 AWD |
| D4 AWD (2013- )        | 181@4000        | 420@1500-2500                               | 2400        | D52244T12                         | Rak femcylindrig dieselmotor med tvåstegsturbo (Euro 5b+) Fyrhjulsdrift - manuell/automat                                           |
| D5 AWD (2012- )        | 215@4000        | 420@1500-3250 Manuell 440@1500-3000 Automat | 2400        | D5244T11 Manuell D5244T15 Automat | Rak femcylindrig dieselmotor med tvåstegsturbo (Euro 5+) Fyrhjulsdrift - manuell/automat                                            |
|                        |                 |                                             |             |                                   | |
| 2.4D DRIVe (2009-2010) | 175@3000-4000   | 420@1500-2750                               | 2400        | D5244T14                          | Rak femcylindrig dieselmotor med turbo (Euro 4) Framhjulsdrift - manuell                                                            |
| 2.4D (2009-2010)       | 175@3000-4000   | 420@1500-2750                               | 2400        | D5244T14                          | Rak femcylindrig dieselmotor med turbo (Euro 4) Framhjulsdrift - automatlåda                                                        |
| 2.4D AWD (2009-2010)   | 163@4000        | 420@1500-2500                               | 2400        | D5244T16                          | Rak femcylindrig dieselmotor med tvåstegsturbo (Euro 4)                                                                             |
| 2.4D AWD (2008-2009)   | 163@4000        | 340@1750-2750                               | 2400        | D5244T5                           | Rak femcylindrig dieselmotor med turbo (Euro 4)                                                                                     |
| D5 AWD (2008-2009)     | 185@4000        | 400@2000-2750                               | 2400        | D5244T4                           | Rak femcylindrig dieselmotor med turbo (Euro 4)                                                                                     |
| D5 AWD (2009-2012 )    | 205@4000        | 420@1500-3250                               | 2400        | D5244T10                          | Rak femcylindrig dieselmotor med tvåstegsturbo (Euro 5)                                                                             |

## Tillverkad
| År    | Volvo XC60       |
| ----- | ---------------- |
| 2008  | 15 404           |
| 2009  | 66 757           |
| 2010  |                  |
| 2011  | 101 322          |
| 2012  |                  |
| 2013  |                  |
| 2014  |                  |
| 2015  | ≈ 159 617        |
| 2016  | ≈ 161 092        |
| 2017  | ≈ 184 966 (I+II) |
| 2018  | ≈ 189 459 (I+II) |
| Summa |                  |

## Andra generationen (2018- )
Den andra generationen presenterades på bilsalongen i Genève i mars 2017.

### Motorprogram
| Modellnamn     | Effekt hk(kW)@rpm | Vridmoment Nm@rpm | Cyl-volym | Beteckning | Beskrivning                                              |
| -------------- | ----------------- | ----------------- | --------- | ---------- | -------------------------------------------------------- |
| D4             | 190 (140) @ 4250  | 400 @ 1750-2500   | 1969 cm³  | D4204T14   | Rak 4-cyl dieselmotor med dubbelturbo                    |
| D5             | 235 (173) @ 4000  | 480 @ 1750-2500   | 1969 cm³  | D4204T23   | Rak 4-cyl dieselmotor med dubbelturbo                    |
| T5             | 254 (187) @ 5500  | 350 @ 1500-4800   | 1969 cm³  | B4204T     | Rak 4-cyl bensinmotor med turbo                          |
| T6             | 320 (235) @ 5700  | 400 @ 2200-5400   | 1969 cm³  | B4204T27   | Rak 4-cyl bensinmotor med turbo och kompressor           |
| T8 Twin Engine | 407 (299) @ 5700  | 640 @ 2200-5400   | 1969 cm³  | B4204T35   | Rak 4-cyl bensinmotor med turbo och kompressor + elmotor |

## Tillverkad
| År    | Volvo XC60       |
| ----- | ---------------- |
| 2017  | ≈ 184 966 (I+II) |
| 2018  | ≈ 189 459 (I+II) |
| 2019  | ≈ 204 981        |
| 2020  | ≈ 191 700        |
| 2021  | ≈ 215 600        |
| 2022  | ≈ 195 400        |
| 2023  |                  |
| 2024  |                  |
| Summa |                  |